# Île Saint-Yvan
L'île Saint-Yvan (en bulgare: остров св. Иван) est la plus grande île bulgare de la mer Noire, avec une superficie de 0,66 km². Elle se situe juste au large de la côte bulgare près de Sozopol, une ville historique et touristique et elle n'est séparée que de quelques mètres  de l'île Saint-Pierre.
L'île Saint-Yvan est célèbre pour son monastère du XIIe – XIVe siècles dédié à l'apôtre Jean. C'est ce monastère qui a donné son nom à l'île, Yvan étant la version bulgare du prénom Jean. L'église située au sud de l'île a été construite en 1263.
Des recherches archéologiques ont été menées après 1985 pendant 2 ans, si bien qu'aujourd'hui les ruines de 2 églises, d'une résidence royale, d'une bibliothèque et d'une partie d'un mur fortifié avec porte et plusieurs cellules monastiques sont visibles.
Il y a aussi un phare construit par des ingénieurs français en 1884 et dirigé vers la baie de Burgas. Des ruines d'un ancien phare romain datant du IIe siècle ont été retrouvées au même endroit. 
Outre son intérêt historique, l'île est aussi une réserve naturelle avec 72 espèces d'oiseaux y nichant dont 3 espèces menacées dans le monde et 15 en Europe. L'île abrite aussi quelques autres espèces rares comme le phoque moine. Les rochers de l'île sont couverts de moules.